# Résidence Les Cygnes
 (juin 2019).
La résidence Les Cygnes se trouve sur l'avenue de l'Hippodrome dans la commune d'Ixelles et a été construite en 1972 par l'architecte Marcel Thibou.

## Histoire du quartier
L'avenue de l'Hippodrome commence à l'intersection de l'avenue Adolphe Buyl avec le boulevard Général Jacques, elle descend vers les étangs d'Ixelles en croisent l'avenue Géo Bernier, la rue du Bourgmestre et l'avenue des Klauwaerts. Elle s'achève au square du Souvenir qui se trouve entre les deux étangs d'Ixelles. Sur l'avenue de l'Hippodrome se trouve un dépôt de trams de la S.T.I.B et l'Institut Saint-André.
Le tracé de plan a été ratifié par l'arrêté royal du 22 août 1873 le Plan d'expropriation par zones pour l'aménagement des abords des étangs et pour l'ouverture de plusieurs rues aboutissant à l'avenue Louise, à la chaussée de Boondael, à la place Sainte-Croix et à l'ancienne abbaye de la Cambre (par l'inspecteur voyer des faubourgs de Bruxelles Victor Besme et le directeur des Travaux publics d'Ixelles Louis Coenraets).
« La partie comprise entre l'étang et la rue du Bourgmestre reprend le tracé d'un ancien sentier qui s'appelait Elsenblok, tandis que l'autre partie, jusqu'au boulevard Général Jacques, formait la Brusselstraet qui se prolongeait au-delà vers Boondael. L'avenue est la première voie publique d'une série d'artères qui se suivent et dont la dernière, l'avenue Franklin Roosevelt, aboutit chaussée de La Hulpe, face à l'entrée de l'hippodrome de Boitsfort (1875) qui donna à l'avenue sa dénomination. Le premier tronçon de l'avenue fait partiellement face aux étangs d'Ixelles. À cet endroit, à l'instar de toutes les artères bordant le site, les façades sont devancées d'une servitude de non bâtisse de huit mètres réservée à l'aménagement d'un jardinet participant à la conception paysagère et pittoresque des étangs. »
La résidence Les Cygnes se trouve au numéro 60 sur l'avenue de l'Hippodrome.

## Histoire de la maison
La résidence Les Cygnes s'intègre dans la rangée de maisons bourgeoises qui ne sont pas en bord de rue, mais bien à quelques mètres en retrait. Ce recul par rapport à la rue crée une séquence d'entrée, et offre une plus grande intimité aux habitants du rez-de-chaussée.
La résidence est construite en béton et elle possède un style très différent des maisons voisines qui sont plus anciennes. L'architecture présente un contraste important entre les matérialités, les couleurs et le décor.
La maison voisine qui se trouve au numéro 58, a été construite en 1875 et elle est de style Éclectique. Elle est asymétrique, faite en briques rouges et pierres blanches et possède des nombreux éléments décoratifs comme : un fronton triangulaire, fronton courbe, consoles, pilastres… etc.
La maison voisine qui se trouve au numéro 64, a été construite en 1905, par l'architecte René Théry et elle aussi est de style Éclectique. Elle est faite en briques blanches et possède des éléments en pierre bleue.
Dans les archives de la commune d'Ixelles se trouve une série des documents sur l'ancienne maison qui se trouvait au numéro 62. L'élévation date de 1910 et elle avait été construite dans le but d'un agrandissement et une transformation de la façade (d'une propriété appartenant à un nommé Boison).  Ces archives montre que des modifications de la façade avait été pensé pour créer deux décors si différents qu'ils devaient apparaître comme des deux maisons différentes. La façade modifiée était moins décorée que l'ancienne mais devait posséder aussi un corps très haut formant presque une attique. L'entrée aurait été déplacée  vers la droite et les escaliers extérieurs auraient été supprimés. Le manque d'information sur cette maison est patent. 

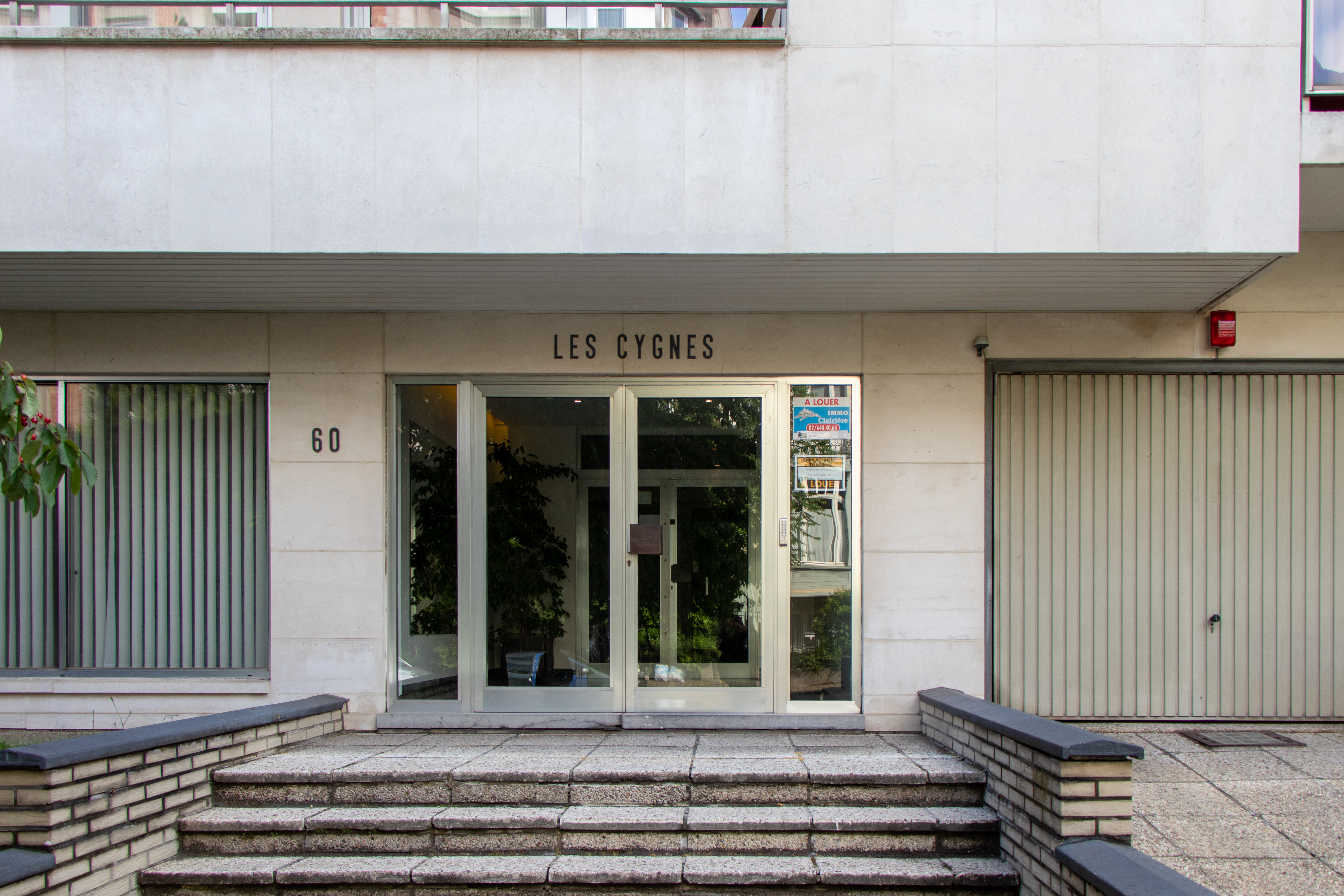

En 1972 un projet d'un immeuble à appartements, avec flats et garages a été dessiné par l'architecte Marcel Thibou pour la société des Entreprises Lallemand. Ce projet a été réalisé et il s'étend sur les deux parcelles qui ont été rassemblées, à savoir les numéros 60 et 62.

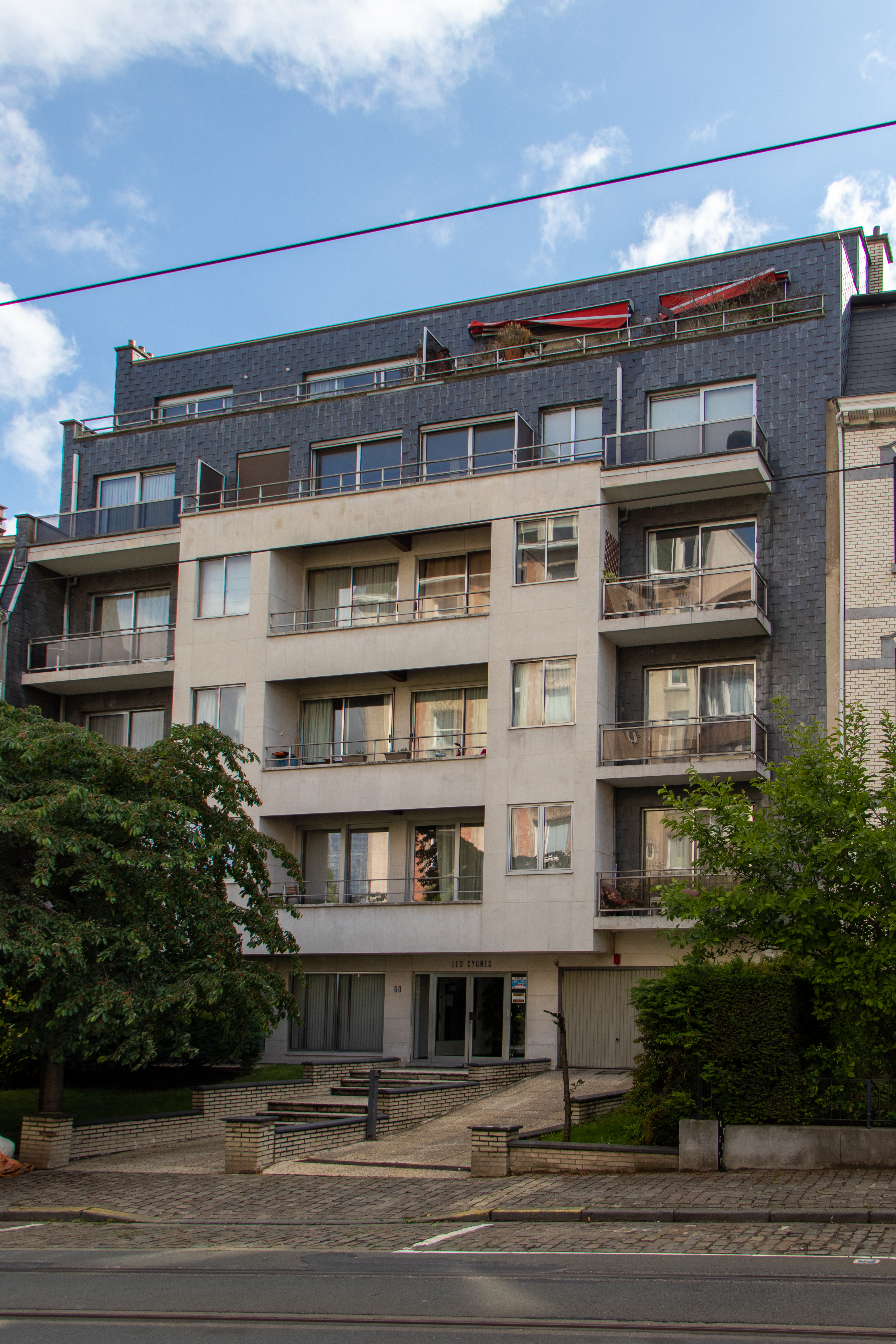

La nouvelle façade est de style postmoderne. Le postmodernisme belge a été moins radical que celui qui s'est développé en France ou aux États-Unis, mais il est issu de la même pensée qui voyait dans le modernisme d'un Le Corbusier ou d'un Mies Van der Rohe la fin de l'ornement et de l'histoire, à cet égard, l'article de Philippe Rosemann  en est une définition : « Nulle part l'échec de la modernité n'est sans doute plus évident que dans l'architecture. En effet, il est aujourd'hui généralement reconnu que les constructions en béton, acier et verre, toutes fonctionnelles et sans aucun ornement, qui déparent partout nos villes — ces créations de Mies van der Rohe et ses partisans — sont tout simplement inhabitables. On a commencé à démolir ces bâtiments qui, il y a encore quelques décennies, furent acclamés comme l'incarnation du progrès technologique et social. Quelles raisons expliquent ce renversement total ? »

## Description de la façade
La porte d'entrée est précédée d'un escalier de briques jaunes, de quelques marches. Le rez-de-chaussée constitue à peine un bel étage puisqu'il est surélevé  seulement de  quelques dizaines des centimètres.
À gauche de l'escalier, se trouve un petit espace vert.
La porte d'entrée ne se trouve pas exactement au centre de la façade, mais un peu décalée vers la droite. Elle est vitrée et son cadre est en aluminium. La porte est dotée d'un grand tirant métallique.
Juste à côté de l'entrée se trouve une porte de garage qui donne accès aux  parkings qui sont aménagés dans une construction séparée, dans la cour intérieure.
L'espace vert à l'avant de la résidence est délimité par des haies.
L'immeuble présente six niveaux, les deux derniers sont en retrait par rapport aux étages inférieurs. Ce retrait fait place à des terrasses en longueur pour les appartements des derniers étages. Les fenêtres sont disposées différemment aux deux derniers étages. La délimitation entre les terrasses des différents appartements se fait par une fine clôture opaque.
La façade est couverte de plaques d'ardoise sur la partie haute mais aussi sur les calages gauche et droite, jusqu'en bas. On peut aussi remarquer que le côté droit est plus large que le côté gauche.
Une descente d'eau pluviale se trouve accrochée à l'extrémité gauche de la façade.  
Au centre de la façade, se trouve un volume qui ressort en porte-à-faux. Ce volume est couvert des pierres blanches et il s'étend sur trois niveaux. Il contient trois loggias  doubles, et trois fenêtres, de chaque côté, qui sont encadrées par des châssis en aluminium. Les châssis sont fins et n'ont pas tous la même épaisseur.
Les côtés de la façade présentent  des balcons qui sont dotés de garde-corps vitrés. Les garde-corps des balcons sont différents de ceux des loggias. Les appartements s'ouvrent sur les balcons extérieurs par des grandes portes-fenêtres jumelles.
La toiture de la résidence est plate, et est donc invisible depuis la rue.
Très moderne, La façade ne contient pas beaucoup de décorations. Elle est épurée, calme et tous les éléments participent à une cohérence d'ensemble.